# Philip Kennicott
Philip Kennicott es un crítico de arte y arquitectura estadounidense que trabaja en el The Washington Post. Ganó el premio Pulitzer por Crítica en 2013.